# Neuhof (Basse-Saxe)
Pour les articles homonymes, voir Neuhof.
Neuhof est une commune allemande de l'arrondissement de Hildesheim, Land de Basse-Saxe.

## Géographie
Neuhof se situe près du mont de Harplage, sur le Lamme, un affluent de la Leine.
| Sehlem                   |            |          |
| Woltershausen/Harbarnsen | Neuhof     | Bockenem |
|                          | Lamspringe |          |

Neuhof comprend les quartiers de Neuhof, Ammenhausen et Wöllersheim. Lors de sa fusion avec en mars 1974, Wöllersheim avait moins de cinquante habitants.

## Histoire
La commune est fondée en 1312. L'église est bâtie en 1757.

## Source, notes et références
- (de) Cet article est partiellement ou en totalité issu de l’article de Wikipédia en allemand intitulé « Neuhof (Landkreis Hildesheim) » (voir la liste des auteurs).